# إليزابيث بانس
إليزابيث بانس (بالإنجليزية: Elizabeth Bunce)‏ هي عالمة فيزياء الأرض أمريكية، ولدت في 25 أبريل 1915 في مينيولا في الولايات المتحدة، وتوفيت في 13 ديسمبر 2003.